# Janusz Szczodrak
Janusz Szczodrak (ur. 1 grudnia 1950 w Starachowicach) – polski mikrobiolog i biotechnolog, nauczyciel akademicki. Profesor nauk biologicznych.

## Życiorys
Urodził się 1 grudnia 1950 r. w Starachowicach, gdzie spędził dzieciństwo oraz otrzymał wykształcenie podstawowe i średnie. W 1968 roku rozpoczął studia na Wydziale Biologii i Nauk o Ziemi Uniwersytetu Marii Curie-Skłodowskiej w Lublinie (obecnie jest to Wydział Biologii i Biotechnologii). W 1973 r. uzyskał tytuł magistra biologii w zakresie mikrobiologii (dyplom z wyróżnieniem). Pracę zawodową rozpoczął rok wcześniej w Zakładzie Mikrobiologii Stosowanej UMCS (później Zakładzie Mikrobiologii Przemysłowej, a obecnie Katedrze Mikrobiologii Przemysłowej i Środowiskowej). Przeszedł tam wszystkie kolejne szczeble awansu naukowego i zawodowego – tytuł naukowy profesora nauk biologicznych uzyskał w 1999 r., a w 2006 roku stanowisko profesora zwyczajnego. Od 2018 r. do końca zatrudnienia pracował na stanowisku profesora. W latach 1999–2019 pełnił funkcję dyrektora Instytutu Mikrobiologii i Biotechnologii oraz kierownika Zakładu Mikrobiologii Przemysłowej, a w latach 2019–2020 był kierownikiem Katedry Mikrobiologii Przemysłowej i Środowiskowej w Instytucie Nauk Biologicznych. W latach 2004–2008 kierował Centrum Biotechnologii UMCS powołanym do współpracy z Lubelskim Parkiem Naukowo-Technologicznym. Odbył staże naukowe w Instytucie Biochemii i Biofizyki PAN w Warszawie oraz Uniwersytecie Warszawskim (1975). Odwiedził kilka ośrodków naukowo-dydaktycznych i firm biotechnologicznych na Litwie i w Szwecji w ramach wymiany międzynarodowej (1998–2000). Był stypendystą Uniwersytetu im. Karola Franciszka i Politechniki w Grazu (Austria) (1987), a jako postdoctoral visiting scientist pracował naukowo przez dwa lata (1990–1991) w Waszyngtońskim Uniwersytecie Stanowym w Pullman, USA.
Od 1 lutego 2021 r. jest profesorem emerytowanym.

## Praca naukowa
Problematyka badawcza profesora dotyczyła kilkunastu zagadnień. Pod koniec zatrudnienia obiektem jego głównych zainteresowań naukowych były enzymy i polisacharydy biorące udział w powstawaniu i zapobieganiu próchnicy zębów, właściwości immunomodulacyjne, prebiotyczne i przeciwnowotworowe grzybowych α-(1→3)-glukanów oraz aktywność przeciwpróchnicza wybranych ekstraktów roślinnych. Na szczególne uznanie zasługuje nowatorski cykl badań nad bakteryjnymi lub grzybowymi enzymami (mutanazami) i ich praktycznym użyciem do rozkładu płytki nazębnej. Otwiera to nową drogę do skutecznej profilaktyki i terapii próchnicy zębów. Kierownik kilku projektów badawczych posiadający duże doświadczenie w ich opracowywaniu i zarządzaniu. Główny twórca przemysłowej technologii produkcji biopreparatu zwalczającego próchnicę zębów.
Jego dorobek naukowy stanowią 244 autorskie i współautorskie pozycje, w tym 80 prac z listy JCR i 6 patentów oraz 139 pozycji recenzenckich. Wszystkie są ściśle związane z problematyką biotechnologiczną, wnosząc trwały wkład w rozwój polskiej oraz światowej biotechnologii i znalazły w niej szeroki oddźwięk (2150 cytowań, indeks h 27). W latach 2021 i 2024 prof. Szczodrak znalazł się w elitarnym gronie najwyżej cytowanych uczonych na świecie według rankingu World’s Top 2% Scientists w odniesieniu do całego dorobku naukowego. Jest to lista najczęściej cytowanych naukowców, na której znajduje się zaledwie 2 procent ludzi nauki z całego świata. Wskazuje więc najbardziej wpływowych badaczy, którzy mają ogromny wpływ na rozwój światowej nauki.
Jeden z głównych twórców lubelskiej biotechnologii. Brał udział w powołaniu, organizacji bazy lokalowej i opracowaniu programów dydaktycznych dla tego kierunku studiów. Z zespołu badawczego prof. Szczodraka dwie osoby uzyskały stopień doktora habilitowanego. Był promotorem 2 doktoratów, 101 prac magisterskich i 33 licencjackich. Recenzował m.in. dwa postępowania o nadanie tytułu profesora, cztery habilitacje, 7 rozpraw doktorskich, 87 prac magisterskich, 9 prac licencjackich, projekty badawcze oraz artykuły ukazujące się w czasopismach specjalistycznych.
Brał aktywny udział w pracach organizacyjnych i społecznych na terenie wydziału i uczelni. W 1980 roku uczestniczył w powołaniu i organizacji NSZZ „Solidarność” w UMCS. Senator UMCS w kadencjach 2008–2012 oraz 2016–2020 oraz członek licznych komisji wydziałowych i rektorskich.

## Życie prywatne
Żonaty z Bożenną – magistrem biologii, emerytowaną nauczycielką. Ma córkę Annę Nowaczek – magister socjologii.

## Nagrody i wyróżnienia[7]
- Krzyż Kawalerski Orderu Odrodzenia Polski (2019)[8],
- Złoty Medal Za Długoletnią Służbę (2017),
- Medal 700-lecia Miasta Lublin (2017),
- wyróżniony przez lubelskie media tytułem „Bene Meritus Terrae Lublinensi” w kategorii Nauka (2014)[9],
- Odznaka honorowa Prezesa Rady Ministrów RP „Za Zasługi dla Wynalazczości” (2013),
- nominowany przez kapitułę Kuriera Lubelskiego do tytułu „Człowieka Roku 2013”
- nagroda naukowa „Marii Curie” w UMCS za „Opracowanie przemysłowej technologii produkcji mutanazy – unikatowego enzymu skutecznego w walce z próchnicą zębów” (2012)[10],
- Odznaka Solidarność–Wierny (2005),
- Złoty Krzyż Zasługi (2002)[11],
- Medal Komisji Edukacji Narodowej (2000),
- nagroda zespołowa Sekretarza Naukowego PAN (1989).

## Członkostwa
Był członkiem kilku towarzystw naukowych:
- Polskie Towarzystwo Mikrobiologów,
- Polskie Towarzystwo Technologów Żywności,
- Polska Federacja Biotechnologii,
- Krajowa Sieć Naukowa „Biokataliza Stosowana”,
- Lubelskie Towarzystwo Naukowe,
- Komisja Biotechnologii Oddziału PAN w Lublinie.